# 1971年硬幣法令
《1971年硬幣法令》（英語：Coinage Act 1971）是英國國會的一項法令，旨在綜合該國先前有關鑄幣的成文法則。該法令的條文重新界定了「法定貨幣」（legal tender）一詞，並確認財政大臣為皇家鑄幣廠廠長。